# Чайлы (Газахский район)
Чайлы́ (азерб. Çaylı) — село в Газахском районе Азербайджана. Расположено на Гянджа-Казахской равнине.
Название Чайлы происходит от протекающей рядом реки Джогаз. В переводе на русский язык означает — речное, речной.
Предполагается, что село основали жители деревни Гыраг Кесемен (Акстафинский район) из рода гызетери. Территория села раньше была местом зимовки рода гызетери. 
По данным издания «Административное деление АССР», подготовленного в 1933 году Управлением народно-хозяйственного учёта Азербайджанской ССР (АзНХУ), по состоянию на 1 января 1933 года Чайлы являлся центром Чайлинского сельсовета Казахского района Азербайджанской ССР. В селе проживало 1885 человек, среди которых было 948 мужчин и 937 женщин. Национальный состав сельсовета (Чайлы, Коммуна) состоял преимущественно из «тюрок» (азербайджанцев) — 98,5%.